# 1941 a tudományban
Az 1941. év a tudományban és a technikában.

## Születések
- január 1. Martin Evans Nobel-díjas walesi biológus, embriológus
- január 16. – Sárközy András magyar matematikus, kutatási területe a kombinatorikus számelmélet és az exponenciális összegek számelméleti alkalmazása
- február 19. – David Jonathan Gross Nobel-díjas amerikai fizikus és húrelmélet kutató
- március 21. – Dirk Frimout belga asztrofizikus, űrhajós; az első belga űrhajós, aki szolgálatot teljesített a világűrben
- március 26. – Richard Dawkins brit etológus, evolúciós biológus és népszerű tudományos író
- április 23. – Ray Tomlinson amerikai tudós, a programozás úttörője († 2016)
- május 31. – Louis J. Ignarro Nobel-díjas (megosztva) amerikai farmakológus
- július 1. – Alfred G. Gilman Nobel-díjas (megosztva) amerikai biokémikus, farmakológus
- augusztus 2. – Jules Hoffmann luxemburgi származású Nobel-díjas francia biológus, sejtkutató, immunológus
- szeptember 9. – Dennis M. Ritchie amerikai számítógéptudós. Legismertebb a C programozási nyelv kifejlesztéséről († 2011)
- szeptember 15. – Mirosław Hermaszewski lengyel űrhajós
- december 1. – Federico Faggin olasz fizikus és villamosmérnök

## Halálozások
- január 10.  – Issai Schur, élete nagy részében Németországban működött matematikus (* 1875)
- február 21. – Frederick Banting Nobel-díjas kanadai orvoskutató, az inzulin egyik felfedezője (* 1891)
- március 3. – Bugarszky István magyar vegyész, a fizikai kémia egyik magyarországi úttörõje (* 1868)[1]
- június 1. – Kurt Hensel német matematikus (* 1861)
- július 11. – Arthur Evans, a brit régészet egyik leghíresebb alakja. Nevéhez fűződik többek között az ókori minószi civilizáció fővárosának, Knósszosznak felfedezése és feltárása (* 1851)
- november 18. – Walther Hermann Nernst kémiai Nobel-díjas német fizikokémikus (* 1864)
- december 29. – Tullio Levi-Civita olasz matematikus (* 1873)